# Concurso Nacional Funarte de Canto Coral
O Concurso Nacional Funarte de Canto Coral foi uma competição instituída pela Fundação Nacional de Artes (Funarte) e aberta a coros brasileiros não-profissionais. Era realizado em três fases e contava com uma comissão julgadora composta de músicos e compositores de renome. Devido a problemas financeiros, foram realizadas apenas duas edições, em 1997 e 1999.

## Características
A competição se dividia em três categorias, por faixa etária:
1. Coros Infantis, com idade máxima até 14 anos;
2. Coros Juvenis de vozes mistas, com idade máxima até 21 anos;
3. Coros Adultos de vozes mistas.

A seleção era feita em três etapas, todas eliminatórias:
1. Seleção das melhores gravações enviadas no ato da inscrição;
2. Semifinal: apresentação perante uma comissão julgadora dos coros classificados na primeira fase;
3. Final: re-apresentação perante a comissão julgadora dos coros classificados na fase semifinal.

A inscrição se realizava por meio do envio à instituição de uma fita cassete contendo gravações recentes de três obras de livre escolha, a cappella (sem acompanhamento instrumental), de autores diferentes. Cópias das fitas, sem informação dos coros, eram então encaminhadas a uma Comissão Nacional de Seleção, formada por personalidades da área musical. Cada membro da Comissão poderia então votar em um máximo de quinze coros por categoria; os dez coros de cada categoria que obtivessem maior número de indicações classificavam-se para as provas semifinais.
As provas semifinais e finais eram audições abertas ao público, em que cada coro se apresentava perante uma comissão julgadora integrada por personalidades conceituadas da área da música. Na fase semifinal, a comissão poderia indicar até cinco coros infantis, cinco coros juvenis e dez coros adultos para as provas finais.

## I Concurso Nacional Funarte de Canto Coral
O I Concurso Nacional Funarte de Canto Coral foi instituído pela Portaria nº 39, de 10 de março de 1997 e estabelecia um prazo de inscrição até 16 de maio de 1997. A fase Semifinal foi marcada para os dias 16 e 17 de outubro de 1997, na Sala Cecília Meireles, Rio de Janeiro. A Final ocorreu nos dias 18 e 19 de outubro, no mesmo local.
Em 19 de setembro foram publicados os nomes integrantes da Comissão Julgadora para as etapas Semifinal e Final: Edino Krieger; Carlos Alberto Figueiredo; João Bosco da Silva Castro; José Maria Moreira Neves; Marco Antônio da Silva Ramos; Ronaldo Miranda e Vilson Galvadão de Oliveira.
Para a Semifinal, exigiu-se uma apresentação com as seguintes características:
- Uma peça de confronto, especialmente criada para a ocasião por um compositor brasileiro;
- Uma obra de Francisco Mignone ou Oscar Lorenzo Fernández;
- Uma obra de livre escolha.

A peça de confronto para os coros infantis, Saci Pererê foi composta por Ernani Aguiar, com texto de Juka Arkadelt; a peça para os coros adultos ficou a cargo de Ronaldo Miranda, que compôs Três Cânticos Breves sobre textos de Fernando Pessoa.
Para fase Final, solicitou-se a apresentação de um programa de no máximo 12 minutos de duração, para coros infantis e juvenis, e 15 minutos para coros adultos, contendo obras de autores e períodos diversos.

### Prêmios
Foram definidos os seguintes prêmios para os três primeiros colocados em cada categoria:
1º Prêmio: R$ 10.000,00 (dez mil reais);
2º Prêmio: R$ 5.000,00 (cinco mil reais);
3º Prêmio: R$ 3.000,00 (três mil reais);
Além destes, foi criado o Prêmio "Centenário", de R$ 2.000,00 (dois mil reais), para as melhores interpretações de obras de Francisco Mignone ou de Oscar Lorenzo Fernández, sendo um prêmio em cada categoria. O nome do prêmio fazia referência ao fato de que naquele ano se comemorava o centenário de nascimento de ambos os compositores.

### Classificação final
Imediatamente após a apresentação dos coros finalistas de cada categoria, a comissão julgadora se reuniu e, após deliberação, anunciou os vencedores da categoria. Os resultados, publicados no dia 23 de outubro, foram estes:
|                   | I - CATEGORIA INFANTIL                                                | II - CATEGORIA JUVENIL                                                  | III - CATEGORIA ADULTO                                  |
| ----------------- | --------------------------------------------------------------------- | ----------------------------------------------------------------------- | ------------------------------------------------------- |
| 1º lugar          | Coro Infantil do Rio de Janeiro regente: Elza Lakschevitz             | Coral do Centro Educacional de Niterói regente: Ermano Soares de Sá     | Coral Brasília regente: Emílio de César                 |
| 2º lugar          | Coral Sons de Minas, de Belo Horizonte regente: Suely Lauar           | Coral Polifonia Carioca, do Rio de Janeiro regente: Eduardo Lakschevitz | Madrigal In Casa, de Campinas regente: Beatriz Dokkedal |
| 3º lugar          | Coral do Conservatório Brasileiro de Música regente: Valéria Mendonça | Coro Municipal Juvenil de Erechim regente: José Luis da Silva           | Coral Sesiminas de Juiz de Fora regente: Ciro Tabet     |
| Prêmio Centenário | Coral Sons de Minas                                                   | Coral Polifonia Carioca                                                 | Coral Brasília                                          |
| Prêmio Centenário | Coral Sons de Minas                                                   | Coral Polifonia Carioca                                                 | Coral Sesiminas de Juiz de Fora                         |

## II Concurso Nacional Funarte de Canto Coral
O II Concurso Nacional Funarte de Canto Coral foi lançado por edital no dia 8 de abril de 1999. O processo de inscrição, categorias e exigências foram idênticos aos do primeiro concurso. O prazo de inscrição foi até 12 de junho de 1999. A fase Semifinal foi marcada para os dias 8 e 9 de outubro de 1999, na Sala Cecília Meireles, Rio de Janeiro. A Final ocorreu no dia 10 de outubro, no mesmo local.
A comissão julgadora para as fases Semifinal e Final foi reduzida de sete para cinco pessoas, a saber: maestros Henrique Morelenbaum e Maurílio dos Santos Costa, compositores Guilherme Bauer e Cirlei Hollanda, e soprano Ruth Staerk.
Para a Semifinal, exigiu-se uma apresentação com as seguintes características:
- Uma peça de confronto por categoria, especialmente criadas para a ocasião por três compositores brasileiros;
- Uma obra de autor brasileiro;
- Uma obra de livre escolha.

A peça de confronto para os coros juvenis, Duas bucólicas, foi composta por Almeida Prado sobre textos de Hilda Hilst.

### Prêmios
Foram definidos os seguintes prêmios para os três primeiros colocados em cada categoria:
1º Prêmio: R$ 10.000,00 (dez mil reais);
2º Prêmio: R$ 5.000,00 (cinco mil reais);
3º Prêmio: R$ 3.000,00 (três mil reais);
Além destes, instituiu-se o Prêmio Especial, de R$ 2.000,00 (dois mil reais), para as melhores interpretações das peças de confronto.

### Classificados
Em 12 de agosto foi divulgada a lista dos corais classificados para a fase semifinal:
| I - CATEGORIA INFANTIL | II - CATEGORIA JUVENIL | III - CATEGORIA ADULTO |
| --- | --- | --- |
| - Coro Infantil do Colégio Zaccaria – Regente: Amarílis Santiago - Coral Sons de Minas – Regente: Suely Lauar - Pipoca's – Regente: Sybelle Pizzigatti - Moléculas – Regente: Míriam Cândido Gonçalves - Coro Infantil da Escola Nossa – Regente: Márcio Paes Selles - Meninos Cantores da Academia (Colégio Cristo Redentor) – Regente: Fernando B. Vieira | - Coral Juvenil do Conservatório Brasileiro de Música – Regente: Valéria Mendonça - Coral São Vicente a Cappella – Regente: Patrícia Costa - Coral Comunicanto – Regente: Janilson B. da Silva - Coro de Câmara Pedro II – Regente: Marcos Ferreira - Grupo Angels – Regente: Márcio Chacon - Coro Juvenil de Brasília – Regente: Marconi Araújo - Carpe Diem Infanto Juvenil – Regente: Paulo Sezerino - Laus Deo – Regente: Marcelo Vizani Calazans - Coral Clave de Sol – Regente: Thelma Taets | - Altivoz – Regente: Mário Roberto Assef - Collegium Musicum de São Paulo – Regente: Abel Rocha - Madrigal In Casa – Regente: Beatriz Dokkedal - Coral Carlos Gomes – Regente: Maria Antonia Jiménez - Madrigal da Escola de Música da UFRN – Regente: André Oliveira - Coral 25 de Julho – Regente: Pablo Trindade-Roballo - Coro de Câmara Independente de Belém – Regente: Jefferson de Melo Luz - Coral USIMINAS – Regente: Otacílio Barreto - Grupo Vox – Regente: Naomi Munakata - Grupo Equale – Regente: André Protásio - Lumiá Ensemble – Regente: Teco Galati |

### Classificação final
A classificação final, publicada no dia 10 de dezembro, foi a seguinte:
|                 | I - CATEGORIA INFANTIL                                                    | II - CATEGORIA JUVENIL                                                        | III - CATEGORIA ADULTO                                                 |
| --------------- | ------------------------------------------------------------------------- | ----------------------------------------------------------------------------- | ---------------------------------------------------------------------- |
| 1º lugar        | Coral Sons de Minas, de Belo Horizonte Regente: Suely Lauar               | Coral São Vicente a Cappella Regente: Patrícia Costa                          | Madrigal da Escola de Música da UFRN, de Natal Regente: André Oliveira |
| 1º lugar        | Coral Sons de Minas, de Belo Horizonte Regente: Suely Lauar               | Coral Juvenil de Brasília Regente: Marconi Araújo                             | Madrigal da Escola de Música da UFRN, de Natal Regente: André Oliveira |
| 2º lugar        | Meninos Cantores da Academia, de Juiz de Fora Regente: Fernando B. Vieira | Coral Juvenil do Conservatório Brasileiro de Música Regente: Valéria Mendonça | Madrigal In Casa, de Campinas Regente: Beatriz Dokkedal                |
| 2º lugar        | Meninos Cantores da Academia, de Juiz de Fora Regente: Fernando B. Vieira | Coral Juvenil do Conservatório Brasileiro de Música Regente: Valéria Mendonça | Grupo Equale, do Rio de Janeiro Regente: André Protásio                |
| 3º lugar        | —                                                                         | Coral Comunicanto, de Natal Regente: Janilson B. da Silva                     | Grupo Vox, de São Paulo Regente: Naomi Munakata                        |
| 3º lugar        | —                                                                         | Coral Comunicanto, de Natal Regente: Janilson B. da Silva                     | Lumiá Ensemble, de São Paulo Regente: Teco Galati                      |
| Prêmio Especial | Meninos Cantores da Academia (Coro Mater Verbi)                           | Coral Juvenil do Conservatório Brasileiro de Música                           | Madrigal da Escola de Música da UFRN                                   |